# Termitohospitini
Termitohospitini (лат.) — триба термитофильных коротконадкрылых жуков из подсемейства Aleocharinae. 14 родов и около 40 видов.

## Описание
Виды Termitohospitini отличаются от всех других Aleocharinae следующими синапоморфиями: 1) передние тенториальные части головы смещены антериально и отделены от усиковых ямок (Seevers, 1941); 2) антеннельных фоссы (ямки) дорсально прикрыты увеличенным вертексом (Seevers, 1941); 3) максиллярные лацинии с редуцированными в размере базальными парными кутикулярными выступами; 4) выступы антеролатеральных углов ментума также редуцированы в размере; 5) лигула широкая и редуцированная в длине. Передние и средние лапки 4-члениковые, а задние состоят из 5 члеников (формула лапок: 4-4-5). Усики 11-члениковые.

## Систематика
Члены трибы Termitohospitini более всего напоминают представителей триб алеохарин (Myllaenini) и Masuriini (sensu Ahn and Ashe 2004).
В современном объеме включает 2 подтрибы:
- Подтриба Hetairotermitina
  - Coptophysa Roisin & Pasteels, 1990[4]
  - Coptophysella Roisin & Pasteels, 1990[4]
  - Coptotermocola Kanao, Eldredge & Maruyama, 2012[2]
  - Coptoxenus Kistner, 1976
  - Hetairotermes Cameron, 1920
  - Japanophilus Maruyama & Iwata, 2002[5]
  - Sinophilus Kistner, 1985[6]
  - Termitobra Seevers, 1957

- Подтриба Termitohospitina
  - Blapticoxenus Mann, 1923
  - Paratermitosocius Seevers, 1941[1]
  - Termitohospes Seevers, 1941[1]
  - Neotermitosocius Kanao, Eldredge & Maruyama, 2012[2]
  - Termitosodails Seevers, 1941[1]
  - Termitosocius Seevers, 1941[1]